# TMEM106B
TMEM106B‏ (Transmembrane protein 106B) هوَ بروتين يُشَفر بواسطة جين TMEM106B في الإنسان.